# Rudolf Heinrich Klausen
Rudolf Heinrich Klausen (* 24. April 1807 in Altona; † 17. März 1840 in Greifswald) war ein deutscher Klassischer Philologe.

## Leben
Rudolf (auch Rudolph) Heinrich Klausen stammte aus einer schleswigschen Pastorenfamilie. Sein Vater Gottlieb Ernst Klausen (1762–1851) war Philologe und ab 1794 Rektor des Gymnasiums zu Altona, das auch sein Sohn Rudolf Heinrich besuchte. Anschließend studierte er Philologie und Geschichte an den Universitäten zu Kiel, Berlin (1826 u. a. bei Hegel), Leipzig und Bonn. In Bonn wurde er 1829 zum Dr. phil. promoviert und habilitierte sich im selben Jahr. Als Privatdozent hielt er neun Jahre lang Vorlesungen an der Universität Bonn, die ihn 1833 zum außerordentlichen Professor ernannte. Im Wintersemester 1835/36 hörten bei ihm die Studenten Emanuel Geibel und Karl Marx die Vorlesung „Aeschylus Choephoren“.
Klausens Forschungsschwerpunkt war die griechische Literatur. Ausgehend von Aischylos, Hesiod und den griechischen Geschichtsschreibern untersuchte er die Mythologie und Religion der alten Griechen. In seinem Hauptwerk (1839) untersuchte er den Einfluss der griechischen Religion auf die italische.
Seine Schriften, zu denen auch kritische Editionen der Aischylos-Tragödien gehörten, verschafften ihm Ansehen in der Fachwelt. 1838 wurde er an die Universität Greifswald berufen, wegen seines Alters zunächst als außerordentlicher Professor. 1840 wurde er zum Ordinarius ernannt. Er starb noch im selben Jahr im Alter von 32 Jahren.

## Schriften (Auswahl)
- Theologumena Aeschyli tragici. Pars prior. Bonn 1829 (Dissertation) Digitalisat
- Die Wanderungen der Io und des Herakles nach Aeschylus. In: Rheinisches Museum für Philologie, Geschichte und griechische Philosophie. Weber, Bonn 1829, 3. Jg. S. 293–323 PDF-Datei 7,3 M
- Achilleus auf Skyros. Ein Trauerspiel. Perthes & Besser, Hamburg 1831 Digitalisat
- Hecataei Milesii fragmenta. Scylacis Caryandensis Periplus. G. Reimer, Berlin 1831 Digitalisat
- Aeschyli quae supersunt. Wilhelm Henning, Gotha und Erfurt 1833 Digitalisat
- Die Abenteuer des Odysseus aus Hesiodus erklärt. Adolf Marcus Bonn 1834 Digitalisat
- De carmine fratrum Arvalium liber. König, Bonn 1836 Digitalisat
- A. Böckh's Biographie. Böhme, Leipzig 1837
- Aeneas und die Penaten. Die italischen Volksreligionen unter dem Einfluß der griechischen. Zwei Bände. Friedrich und Andreas Perthes, Hamburg und Gotha 1839–1840 Erster Band Digitalisat Zweiter Band Digitalisat

## Briefe
- In der Datenbank Kalliope sind elf Briefe von Klausen an Emil Braun, Heinrich Friedrich Jacobson, Christian Lassen, Karl Otfried Müller, 	Valentin Rost, Friedrich Wilhelm Thiersch enthalten sowie zwei Briefe von Ernst Curtius an Klausen.
- Regestausgabe Briefe an Goethe. Briefe an Goethe zwischen 1823 und 1832. online
- Der handschriftliche Nachlass Georg Wilhelm Friedrich Hegels und die Hegel-Bestände der Staatsbibliothek zu Berlin – Preussischer Kulturbesitz. online